# 상류사회 (1956년 영화)
《상류사회》(High Society)는 미국에서 제작된 찰스 월터스 감독의 1956년 코미디, 멜로/로맨스, 뮤지컬 영화이다. 빙 크로스비 등이 주연으로 출연하였고 솔 C. 시겔 등이 제작에 참여하였다.
이 영화는 1940년의 스크루볼 코미디 영화 필라델피아 스토리의 뮤지컬 리메이크 작품이다.

## 줄거리
성공한 가수이자 작곡가인 C.K. 덱스터 헤이븐은 부유한 사교계 명사인 트레이시 사만다 로드와 이혼한 사이다. 덱스터는 트레이시의 옆집에 살면서 여전히 그녀를 사랑하지만, 트레이시는 거만하고 사회적으로 저명한 조지 키트리지와 결혼을 앞두고 있다. 트레이시의 결혼 준비가 한창인 가운데, 덱스터는 뉴포트 재즈 페스티벌을 조직하는 데 여념이 없다. 한편, 타블로이드 신문인 ‘스파이’는 트레이시의 아버지인 세스 로드에 대한 불미스러운 정보를 갖고 있으며, 가족을 협박하여 기자 마이크 코너와 사진작가 리즈 임브리가 결혼식을 취재하도록 강요한다. 트레이시는 이들의 강제적인 참석에 반감을 느끼고 삼촌 윌리를 아버지로 소개하고, 세스를 '못된' 윌리 삼촌으로 위장하는 등 정교한 속임수를 벌인다.
덱스터는 결혼 선물로 트레이시에게 과거 그들의 요트였던 ‘트루 러브’의 모형을 선물하고, 트레이시는 함께 보낸 행복한 신혼여행의 추억을 떠올린다. 트레이시는 조지가 자신의 진정한 모습을 거의 알지 못하고 이상화된 이미지를 만들어냈다는 것을 깨닫는다. 트레이시가 마이크와 함께 뉴포트를 드라이브하는 동안, 마이크는 방치된 저택들을 발견하고, 트레이시는 세금 때문에 많은 집주인들이 건물을 폐쇄하거나 매각해야 했다고 설명한다. 윌리 삼촌 역시 자신의 저택을 팔고 있었다. 두 사람은 서로에게 끌리게 되고, 트레이시는 자기 발견의 과정에서 세 명의 전혀 다른 남자들 사이에서 선택해야 하는 상황에 놓인다. 윌리 삼촌의 집에서 결혼 전야 파티가 열리고, 조지는 술에 취한 트레이시가 파티오에서 덱스터와 키스하는 것을 목격한다. 조지는 트레이시를 빈 방에 남겨두고 술을 깨게 하지만, 여전히 술에 취한 트레이시는 창문으로 뛰쳐나가 마이크와 마주친다. 조지는 트레이시와 마이크가 로드 가문의 수영장에서 수영을 한 후 다시 그녀를 발견한다. 다음날, 트레이시는 전날 밤의 일이 가물가물하다. 그녀는 처음에는 결혼을 강행하려고 하지만, 결국 조지를 설득하여 결혼을 취소하기로 한다. 결혼식이 취소되었다는 것을 하객들에게 알리는 동안, 덱스터는 갑자기 자신이 신랑이 되겠다고 제안한다. 그녀가 그를 사랑한다는 것을 알고 있는 트레이시는 제안을 받아들인다. 한편, 리즈와 마이크는 서로 사랑하게 되었음을 깨닫고, 트레이시와 덱스터에게 가족의 사생활을 보호하기 위해 결혼이나 다른 사건에 대한 기사를 쓰지 않겠다고 말한다.

## 출연

### 주연
- 빙 크로스비
- 그레이스 켈리

### 조연
- 프랭크 시나트라
- 셀레스트 홈
- 존 런드
- 루이스 칼헌
- 시드니 블래크머
- 루이 암스트롱
- 리디아 리드
- 고든 리처즈
- 리처드 가릭
- 휴 보스웰
- 폴 키스트
- 리처드 킨
- 아벨 쇼
- 레지널드 심슨
- 헬렌 스프링

## 기타
- 원작자: 필립 배리
- 미술: 세드릭 기븐스
- 미술: 한스 피터스
- 의상: 헬렌 로즈